# لمیشوو
لمیشوو (به لاتین: Lemieszów) یک روستا در لهستان است که در گمینا اوخانگه واقع شده‌است.